# Krzysztof Stefaniak (biolog)
Krzysztof Stefaniak (ur. 29 listopada 1962 w Bielawie) – polski paleontolog, dr hab. nauk biologicznych, profesor Wydziału Nauk Biologicznych Uniwersytetu Wrocławskiego i kierownik Zakładu Paleozoologii UWr. Specjalizuje się w badaniu kenozoicznych ssaków, przede wszystkim kopytnych i słoniowatych.

## Życiorys
W 1986 ukończył studia biologiczne na Uniwersytecie Wrocławskim, natomiast 18 października 2001 obronił pracę doktorską Jelenie (Cervidae, Mammalia) dolnego i środkowego plejstocenu Polski, otrzymując doktorat, a 27 czerwca 2016 habilitował się na podstawie oceny dorobku naukowego i pracy zatytułowanej Neogene and Quaternary Cervidae from Poland.
Pełni funkcję profesora na Wydziale Nauk Biologicznych Uniwersytetu Wrocławskiego, gdzie jest kierownikiem Zakładu Paleozoologii.
W 2024 odznaczony Złotym Krzyżem Zasługi.

## Publikacje
- 2006: Działalność Naukowego Komitetu Opiekuńczego Jaskini Niedźwiedziej w latach 1975–2006. [W:] W. Ciężkowski (red.) Jaskinia Niedźwiedzia w Kletnie. 40 lat eksploracji, badań, ochrony i turystyki. Wydawnictwo „Maria”. Wrocław. Kletno[1]
- 2009: Archaeofauna or palaeontological record? remarks on Pleistocene fauna from Silesia = Archeofauna czy fauna kopalna? Badania szczątków zwierzęcych z plejstoceńskich stanowisk na Śląsku[1]
- 2009: Early Pliocene deer of Central and Eastern European regions and inferred phylogenetic relationships[1]
- 2017: The history of Crimean red deer population and Cervus phylogeography in Eurasia[1]